# Big Black Cock
Big Black Cock (häufig BBC abgekürzt) ist ein Jargon aus der Pornografie, der den Penis eines schwarzen Mannes bezeichnet.

## Beschreibung
Bereits in kolonialen Kontexten finden sich bei Beschreibungen männlicher schwarzer Sklaven die Betonung ihrer großen Geschlechtsorgane, weshalb diese als „sexuell betont potent[e]“ wahrgenommen und ihnen ein übersteigertes Lustempfinden zugeschrieben wurde.
Die Bezeichnung bezieht sich auf das Stereotyp, dass schwarze Männer grundsätzlich große Penisse haben. Der Begriff wird typischerweise bei der Werbung für Pornografie mit einem schwarzen männlichen Darsteller und einer weißen oder asiatischen weiblichen Darstellerin herangezogen.
Das Stereotyp taucht in schwuler, bisexueller und auch heterosexueller Pornografie auf, wobei das Akronym „BBC“ auch „unter schwulen Männern auf Dating-Seiten, in der Pornografie und in anderen schwulen sexuellen Räumen allgegenwärtig ist“. Seine Verwendung geht über die Penisgröße selbst hinaus „Umfassen eine Reihe sexueller Merkmale, die schwarze Männer zu geschätzten Sexualpartnern machen würden. Dazu gehört oft die spezifische Erwähnung von Dominanz, Aggressivität und Unterwerfung des weißen Partners“, so der Sexualwissenschaftler Logan D. Trevon. Der Begriff taucht auch im Zusammenhang mit Cuckold-Fetischismus auf.

## Rezeption
Einige sind der Ansicht, dass der Begriff rassistische Konnotationen trägt, die Fetischisierung schwarzer Männer verkörpert und schädliche Stereotypen über die körperlichen Merkmale sowie die sexuellen Neigungen schwarzer Männer aufrechterhält. Jason Okundaye, sagte, dass „die Übersexualisierung schwarzer Männlichkeit in der Vergangenheit zu intensiver Überwachung geführt hat“. Im Jahr 2022 war der Begriff „BBC“ die 20. meistgesuchte Kategorie von Pornografie auf Pornhub.